# NGC 3660
NGC 3660 (również PGC 34980 lub UGCA 234) – galaktyka spiralna z poprzeczką (SBbc), znajdująca się w gwiazdozbiorze Pucharu. Odkrył ją William Herschel 22 lutego 1787 roku. Należy do galaktyk Seyferta typu 2.